# 9th Wonder

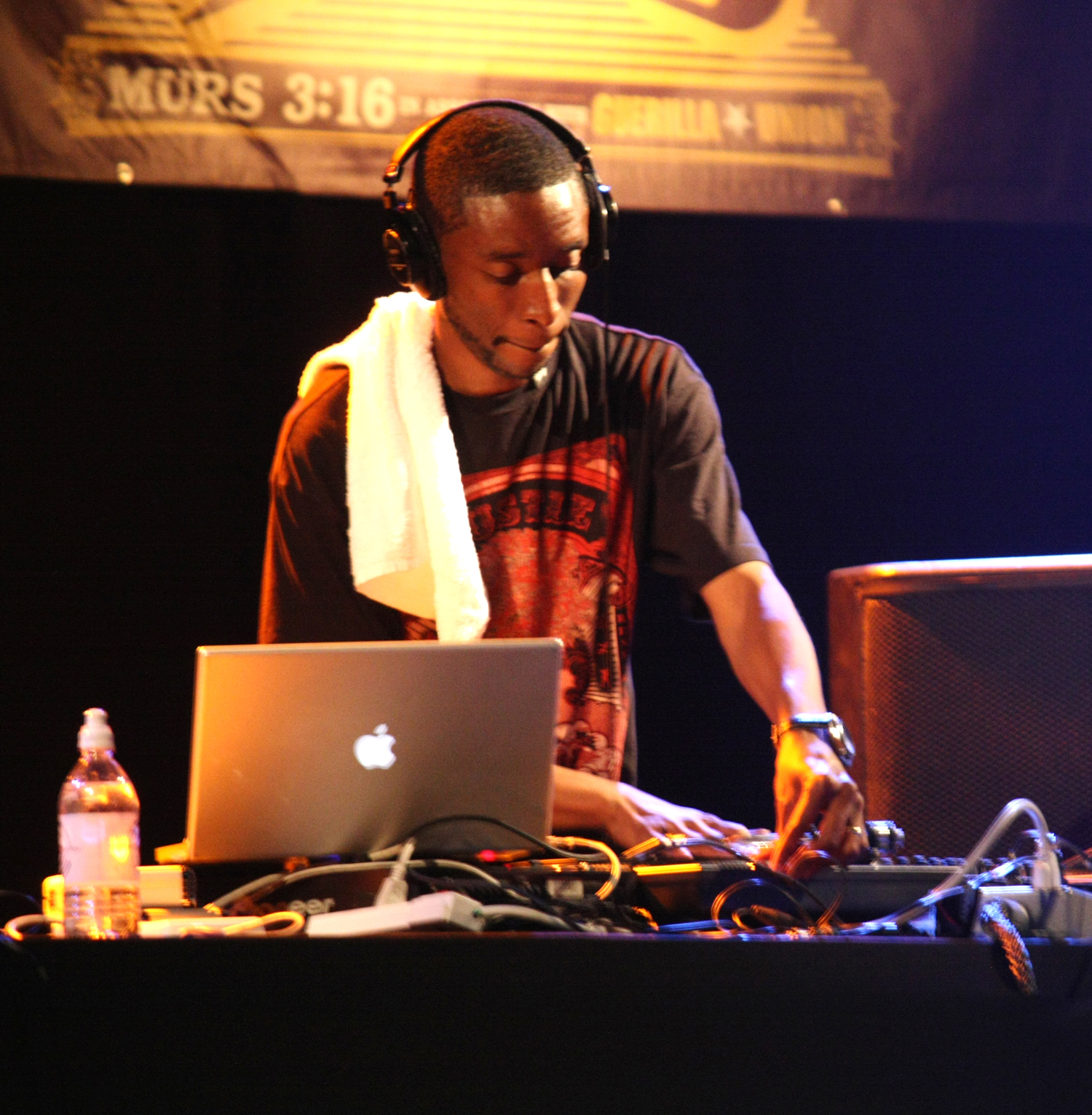
9th Wonder, 2008

9th Wonder (* 1975 in Winston-Salem, North Carolina; bürgerlich Patrick Denard Douthit) ist ein US-amerikanischer Hip-Hop-Produzent. Er war bis zum Januar 2007 Mitglied der Gruppe Little Brother.

## Biografie

### Karriere als Musiker
Er begann als Student der North Carolina Central University (NCCU) damit Musik zu produzieren und benutzte dazu die Software Fruity Loops, weswegen er oft belächelt wurde. Mittlerweile gehört er jedoch zu den am meisten gepriesenen Produzenten seines Genres und wird in einem Atemzug mit Größen wie DJ Premier, Pete Rock oder dem verstorbenen J Dilla genannt.
Neben seiner Arbeit für Little Brother wurde er vor allem durch zwei Remixalben bekannt, die sich über das Internet verbreiteten. Das war einmal God's Stepson, ein Remix von Nas’ God’s Son, und Black Is Back, dem Remix von Jay-Zs Album The Black Album. Jay-Z wurde überhaupt erst durch seine Remixarbeiten auf ihn aufmerksam, und so kam es dazu, dass er den Titel Threat für sein Album produzieren konnte. Daneben nahm er auch drei Titel für Destiny’s Child auf und arbeitete mit Memphis Bleek zusammen.
Im Lauf der Zeit folgten weitere Produktionen oder Remixe kompletter Alben, so z. B. 3:16 – The 9th Edition des Westküstenrappers Murs oder Spirit of '94: Version 9.0 der Underground-Legende Kaze. Außerdem produzierte er Titel für verschiedene Mitglieder des Musikerkollektivs Justus League, zu dessen Gründungsmitgliedern er zählt.
Im Jahr 2015 erschien der von 9th Wonder produzierte Song Put It On Her auf dem Kollabo-Album Big Grams von Big Boi (Outkast) und Phantogram. Für Rapper Anderson .Paak produzierte 9th Wonder 2015 den Song „The Season“ von seinem Album Malibu (2016). Für Kendrick Lamar produzierte 9th Wonder 2017 den Song Duckworth von dessen viertem Studioalbum DAMN. Zudem erschien 2017 das Album Loyalty Is Royalty von Masta Killa, einem Mitglied des Wu-Tang Clan, auf welchem der von 9th Wonder produzierte gleichnamige Track sowie der Track Down With Me (featuring Sean Price) zu finden war.

### Arbeit als Dozent
2007 wurde 9th Wonder zusammen mit dem Rapper Christopher 'Play' Martin der ehemaligen Gruppe Kid 'n Play vom Kanzler seiner früheren Universität, der NCCU, zum Artist in Residence erklärt, worauf er eine Vorlesungsreihe zur Geschichte von Hip-Hop hielt.
In den Folgejahren war er unter anderem Artist in Residence in Harvard, der University of Pennsylvania, der University of Michigan sowie der University of Virginia.
Zudem ist 9th Wonder Gremienmitglied des Executive Committee of Hip Hop & Rap im National Museum of African American History and Culture im Smithsonian, in welchem ihm auch ein Ausstellungsstück gewidmet wurde.
Zum Studienbeginn 2021 wurde 9th Wonder Gastdozent an der ROC NATION School of Music, Sports and Entertainment der Long Island University, wo er unter anderem die Geschichte von Hip-Hop lehrt.

## Diskografie

### Soloalben
- 2005: Dream Merchant Vol. 1
- 2007: The Dream Merchant Vol. 2
- 2011: The Wonder Years
- 2012: Tutankhamen (Valley of the Kings)
- 2013: Bladey Mae (Grandma's Blades)
- 2016: Zion
- 2017: Zion II
- 2018: Zion III
- 2019: Zion IV
- 2020: Zion V: The Ballad Of Charles Douthit
- 2021: Zion VI: Shooting In The Gym
- 2022: Zion VII
- 2023: Zion VIII

### Kollaborationen (Alben)
- 2003: The Listening mit Little Brother
- 2004: Murs 3:16: The 9th Edition mit Murs
- 2005: The Minstrel Show mit Little Brother
- 2005: Chemistry mit Buckshot
- 2005: Spirit Of '94: Version 9.0 mit Kaze
- 2006: Murray's Revenge mit Murs
- 2006: Cloud 9: The Three Day High mit Skyzoo
- 2008: The Formula mit Buckshot
- 2008: Jeanius mit Jean Grae
- 2008: Sweet Lord mit Murs
- 2010: Fornever mit Murs
- 2012: The Solution mit Buckshot
- 2012: The Final Adventure mit Murs
- 2013: Where Do I Come From? mit Explicit
- 2015: Indie 500 mit Talib Kweli
- 2015: Brighter Daze mit Murs
- 2017: The Lost Tapes – EP mit Mr. Cheeks
- 2019: The Iliad Is Dead And The Odyssey Is Over mit Murs
- 2020: Dinner Party mit Robert Glasper, Terrace Martin und Kamasi Washington
- 2022: The Don & Eye mit The Musalini
- 2024: One Forty Seven mit Give Em Soul

### Remix-Alben
- 2003: 9th Invented the Remix
- 2003: God's Stepson – Nas (Remix von Nas's God's Son)
- 2004: Black Is Back! – Jay-Z (Remix von Jay-Z's The Black Album)
- 2005: The Remix EP (Remixes von Songs von Smif-N-Wessun)
- 2009: Wonder Years – 9th Wonder Golden Years Remix LP
- 2010: 9th's Opus: It's a Wonderful World Music Group Vol.1
- 2010: 9th Invented the Remix...Again
- 2010: Loose Joints
- 2010: Food for Thought
- 2012: Tutankhamen
- 2013: Black American Gangster – Jay-Z (Remix von Jay-Z's American Gangster)
- 2014: 9th Wonder Presents: Jamla Is the Squad
- 2018: 9th Wonder Presents: Jamla Is the Squad II

### Ausgewählte Produktionen
- 2003: Church – De La Soul featuring Spike Lee (The Grind Date)
- 2003: Threat – Jay-Z (The Black Album)
- 2004: Sleepers – Rapper Big Pooh (produced 6 of 14 songs)
- 2004: Supa Love, Don't Rush Me – Jean Grae (This Week)
- 2004: Good Ol' Love – Masta Ace (A Long Hot Summer)
- 2004: I See Now – Consequence (Take 'Em to the Cleaners)
- 2004: Girl, Is She The Reason, Game Over – Destiny’s Child (Destiny Fulfilled)
- 2005: The Ripple Effect – Splash (produced 7 of 14 songs)
- 2005: Project Mayhem – L.E.G.A.C.Y. (produced 11 of 19 songs)
- 2005: Good Woman Down – Mary J. Blige (The Breakthrough)
- 2005: Heartburn – Sean Price (Monkey Barz)
- 2005: Smoke the Pain Away,  Alright – Memphis Bleek (534)
- 2006: Dreams – Saigon (The Return Of The Yardfather)
- 2006: Live from Amsterdam – Memphis Bleek
- 2006: Where's Calvin – Binky Fingers (9 von 15 Stücken)
- 2006: Floe Almighty – Edgar Allen Floe (5 von 12 Stücken)
- 2006: Special – Strange Fruit Project (The Healing)
- 2006: Here We Come, Take a Look (In the Mirror), So Focused – Boot Camp Clik (The Last Stand)
- 2006: One Night Stand – Lloyd Banks (Rotten Apple)
- 2006: Instigator – M.O.P. (Ghetto Warfare)
- 2007: Brooklyn In My Mind – Crooklyn Dodgers Single
- 2007: P-Body, Violent, You Already Know, Let It Be Known – Sean Price (Jesus Price Supastar)
- 2007: How Big is Your World? – Median
- 2007: First They Love You – Bishop Lamont featuring Prime and Indef (N*gger Noise)
- 2007: I Just Want the Money (ft. Bokey) – Bishop Lamont (The Pope Mobile)
- 2007: I Need More – Boot Camp Clik (Casualties of War)
- 2007: Breakin' My Heart- Little Brother (Getback)
- 2007: Think Good Thoughts – Aubrey Graham (feat. Phonte und Elzhi) (Comeback Season)
- 2008: Honey – Erykah Badu (New Amerykah Part I 4th World war)
- 2008: Be prepared – Akrobatik feat. Little Brother (Absolute Value)
- 2010: 20 feet tall – Erykah Badu (New Amerykah Part II Return of the Ankh)
- 2014: The Bigger Picture – Dilated Peoples feat. Krondon (Directors of Photography)
- 2014: Hard To Choose, Godzilla, Coming for You – Rapsody (Beauty and the Beast)
- 2015: Grade A – Termanology (Term Brady)
- 2017: Duckworth – Kendrick Lamar (Damn)
- 2019: Threat 2 Society – 2 Chainz (Rap or Go to the League)